# Schulgebäude Krönertstraße 25

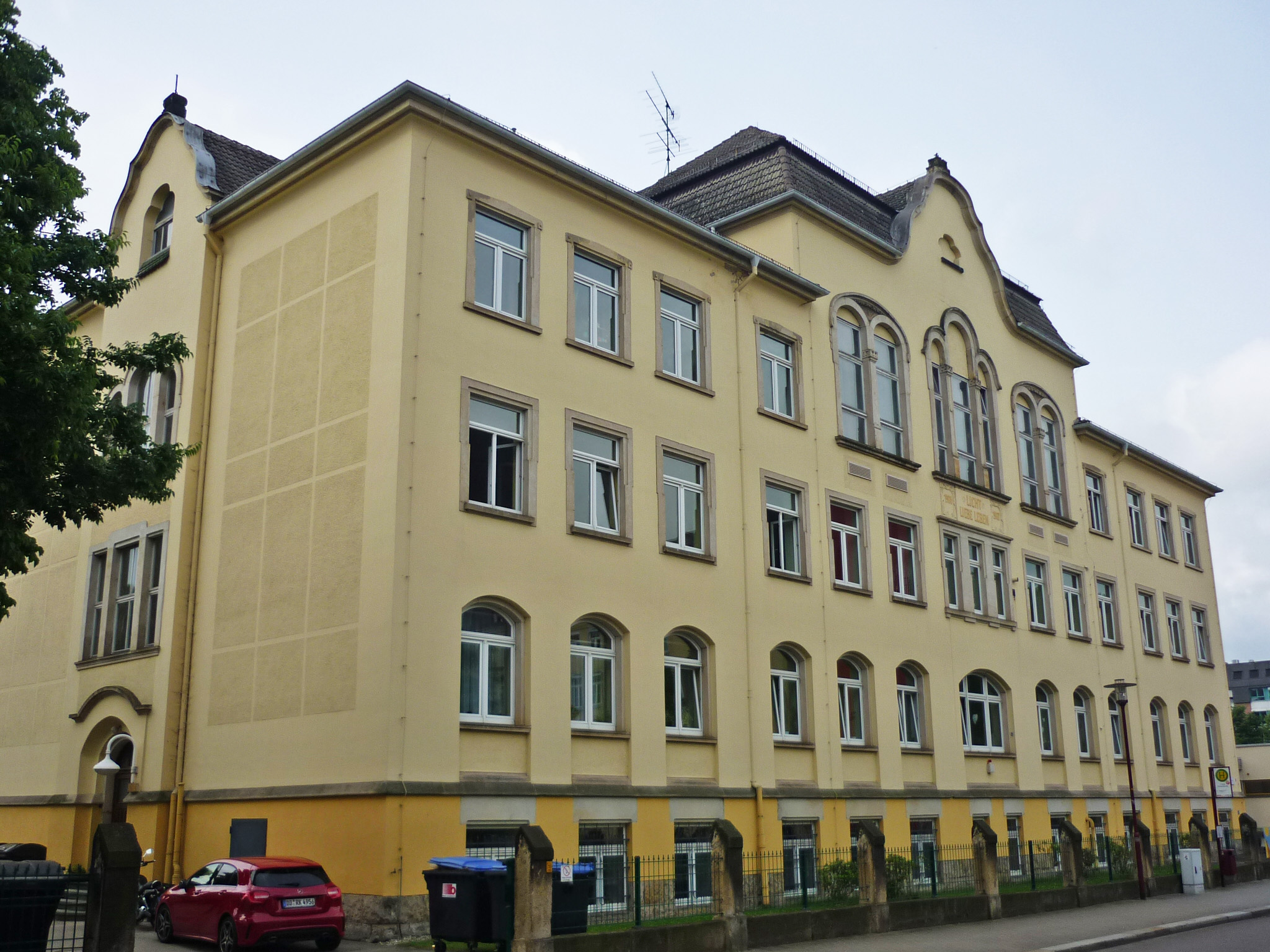
Vorderansicht im Jahr 2014

Das Schulgebäude auf der Krönertstraße 25 im Freitaler Stadtteil Deuben wurde in den Jahren 1906–1907 errichtet und ist heute Hauptgebäude des Weißeritzgymnasiums. Es ist denkmalgeschützt und steht in der Kulturdenkmalliste für Deuben.

## Lage und Beschreibung
Das Bauwerk befindet sich im Zentrum des Stadtteils Deuben am Südrand der Krönertstraße, in die hier die Pestalozzi- und die Lange Straße münden. Direkt östlich und südlich des Gebäudes fließt die Weißeritz, die dem Gymnasium ihren Namen gibt.
Das im Grundriss 42 Meter lange und 19 Meter breite Schulgebäude hat vier Etagen, davon ein Tiefparterre-Geschoss. Dazu kommt ein Dachgeschoss. Der Zugang erfolgt über zwei Eingangstüren, die sich am östlichen und westlichen Ende des Gebäudes befinden. Dahinter liegt je ein Treppenhaus, das Tiefparterre-, Hochparterre-, 1. und 2. Obergeschoss verbindet. Zwischen beiden Treppenhäusern befinden sich in den unteren drei Geschossen Verbindungsgänge, von denen beidseitig Räume abgehen. In der Mitte des zweiten Obergeschosses befindet sich die Aula der Schule mit einer Bühne und Materialräumen auf der der Weißeritz zugewandten Gebäudeseite. Zur Krönertstraße hat das Haus im Bereich der Aula drei große Fenster. Unter dem mittleren dieser Fenster ist der Schriftzug „Licht Liebe Leben“ mit den Baujahren 1906 und 1907 angebracht.
Der Sanitärtrakt befindet sich in einem Nebengebäude, das vom Hochparterregeschoss des Hauptgebäudes zu erreichen ist.

## Geschichte
Die Krönertstraße 25 ist das fünfte Schulgebäude der Gemeinde Deuben. Die erste Schule gab es ab 1844 im Ort. Danach folgte der zweite Bau in unmittelbarer Nachbarschaft, das dritte Schulgebäude wurde 1873 errichtet. Zehn Jahre später wurde das vierte Gebäude an der heutigen Pestalozzistraße fertiggestellt und 1899 erweitert. Der stetig schnelle Bevölkerungsanstieg der Gemeinde machte jedoch weitere Kapazitätsausweitungen erforderlich. So stellte die Deubener Schulgemeinde unter Direktor Karl Meinhold gemeinsam mit dem Deubener Gemeindevorstand Ernst Robert Rudelt im Jahr 1906 Bauantrag bei der Amtshauptmannschaft Dresden-Altstadt. Diese erteilte die Baugenehmigung zum 1. August 1906, worauf umgehend mit der Errichtung des Gebäudes auf einem gemeindeeigenen Grundstück begonnen wurde. Die Kosten für den Neubau waren auf etwa 250.000 Mark veranschlagt, als Architekt war die Firma Partzsch tätig.
Am 16. September 1907 wurde das Gebäude festlich eingeweiht. Im Hochparterre befand sich das Lehrerzimmer, die Arbeitsräume des Direktors waren im 1. Obergeschoss untergebracht. Im Souterrain befanden sich unter anderem ein Turnsaal sowie eine Lehrküche in Kohle-, Gas- und elektrischem Betrieb. Es war eine Niederdruck-Dampfheizung verbaut. Im Jahr 1913 wurden die Klassen von einfacher und höherer Volksschule im Gebäude unterrichtet, acht Räume waren noch nicht in Gebrauch.
Ende des Jahres 1925 wurde die Bühne in die Aula eingebaut, um den zahlreich stattfindenden Theateraufführungen einen angemessenen Rahmen zu geben. 1949 wurde sie saniert und technisch moderner ausgestattet. Ab dem 1. September 1956 war das Gebäude Standort der Erweiterten Oberschule (EOS) Freital, deren Unterricht zuvor in den Räumen der Gewerbeschule Dresdner Straße 250 stattgefunden hatte.
Im Jahr 1970 erschuf der Künstler Héctor Tobar aus Chile gemeinsam mit Schülern das Sgraffito „Jugend lernt“ im westlichen Eingangsbereich.
In den Jahren 1991 und 1992 wurde das Gebäude grundhaft saniert. Im Jahr 1992 wurde die EOS in das Kreisgymnasium Freital-Deuben überführt, das 2007 (100. Jubiläum des Schulneubaus) mit einem Festakt in Weißeritzgymnasium umbenannt wurde. Das Hochwasser von 2002 führte vor allem im Kellerbereich zu erheblichen Beschädigungen. In der Folge wurden die betroffenen Räume saniert und auch ein neuer Außenanstrich aufgebracht.
Eine weitere umfassende Sanierung erfolgte in den Jahren 2018 und 2019. In 16-monatiger Bauzeit wurden für 6,8 Millionen Euro Dach, Dachstuhl und Fassade sowie Innenräume und -ausstattung erneuert. Außerdem wurde an der rückwärtigen Gebäudeseite ein Aufzug zur Gewährleistung eines barrierefreien Zugangs zu allen Geschossen angebaut.